# Pachycondyla goyana
Pachycondyla goyana är en myrart som först beskrevs av Borgmeier 1937.  Pachycondyla goyana ingår i släktet Pachycondyla och familjen myror. Inga underarter finns listade i Catalogue of Life.